# Kohlsia ortizi
Kohlsia ortizi är en loppart som först beskrevs av Vargas 1951.  Kohlsia ortizi ingår i släktet Kohlsia och familjen fågelloppor. Inga underarter finns listade i Catalogue of Life.